# Alfredo Ramos de Oliveira
Alfredo Ramos de Oliveira (Jacareí, 1924. október 27. – São Paulo, 2012. július 31.), brazil válogatott labdarúgó, edző.
A brazil válogatott tagjaként részt vett az 1953-as és az 1956-Os Dél-amerikai bajnokságon illetve az 1954-es világbajnokságon.

## Sikerei, díjai
São Paulo
- Campeonato Paulista (1): 1953

Brazília
- Dél-amerikai ezüstérmes (1): 1953